# 德國公共廣播聯盟
德国广播电视联合会（德語：Arbeitsgemeinschaft der öffentlich-rechtlichen Rundfunkanstalten der Bundesrepublik Deutschland），又譯為德國公共廣播聯盟，简称德广联，是德国公共廣播機構所组成的合作组织。
德广联的主要资金来源为电视费。目前德广联由九个州立广播公司联合组成，德国电视一台是其合作制作的电视台，除此之外这些州立广播公司还制作自己的、地方性的电视台和广播节目。德国对外广播机构德國之聲也是德广联的成员。德广联、德國電視二台和德国广播电台是德国公共广播的三个组成部分。

## 历史

### 1940和50年代
第二次世界大战后，占领德国的西方阵营国家相继接管或成立各自占领区下的广播机构，为避免德国的广播机构再度成为政府的宣传工具，各西方占领国认为新成立的广播机构应当去中心化，并保持独立，脱离政府和政党的影响。1947年11月，美国占领军指挥官卢修斯·D·克莱宣布，对传媒的决定性影响力中应当排除政府影响，此后各联邦主体所成立的广播机构也在其法规中体现这一原则。
然而，各地广播机构的规模和财务状况不同，分散的体制令各机构难以相互合作，也令国际媒体往来存在困难。1947年，时任黑森广播公司董事长、原帝国广播公司主席汉斯·布雷多提议组建全国性广播联盟，并游说各地广播机构加入联盟。
1950年8月5日，德國公共廣播聯盟正式宣布成立。一开始的六个成员为巴伐利亚广播公司、黑森广播公司、不来梅广播公司、南德广播公司、西南广播电台和西北德广播公司。位于柏林的美国占领区广播电台拥有顾问地位。该联盟成立的目的当时在于在不同领域中协调合作工作，以及为未来的合并做准备工作。联盟成员在合作的同时互相之间完全独立。
在德國公共廣播聯盟成立后通过德国联邦宪法法院的判决以及各州和联邦之间的条约德國公共廣播聯盟进一步成形。从理论上联盟及其成员不受政府影响。仅少部分费用是依靠广告（1995年约10%）。联盟及其成员的主要收入来源于广播费。每个住在德国境内的收音机和电视机的主人（从2007年开始加上每台有网络连接的电脑）要交纳这个广播费。而广播费的值则是由一个非常复杂的政治过程确定的。德國公共廣播聯盟的宗旨和目的不仅仅在于传达信息和娱乐，而且也在于鼓励对于社会的不同组成部分进行研究和调查，以及在节目中反应出少数社群的声音。
早在1950年代里德國公共廣播聯盟成员的各广播电台就已经成为西德大众媒体系统中的一个重要因素。1952年其电台就已经有上千万听众了。但是这些电台全部是地区性的。从联盟成立开始其合作的目的之一就是建立一个共同的电视台。1952年12月25日这个电视台正式开始播放。同年德國公共廣播聯盟成为欧洲广播联盟的一员。1954年自由柏林广播电台从西北德广播公司中分裂出去。1955年西北德广播公司分裂为北德广播公司和西德广播公司。1959年萨尔广播公司成立并加入联盟。1952年德国第一个每日新闻节目今日新闻开始从汉堡播放。一直到今天每天傍晚八点钟的“这里是德国电视一台的每日新闻”（Hier ist das Erste Deutsche Fernsehen mit der Tagesschau）这句话依然是德国电视一台的标志，每天吸引约八百万观众。

### 1960至1980年代
一开始德国电视一台的节目每晚只有两小时，但是在1960年代里电视的普及不断扩大，1967年它开始播放彩色电视。1960年代中德國電視二台也开始播放，但是一直到1984年这两个电视台没有商业电视台的竞争。虽然如此德国电视一台依然相当迅速地现代化，成为一个很有力的电视台。德國公共廣播聯盟也是德国政坛上的一个相当有力的力量，其成员制作的调查报道节目至今每周吸引上百万观众。1980年代里这些节目对环境保护的报道引发和促进了德国公众对这个话题的兴趣。
1980年代中德国开始允许私人商业电台后德國公共廣播聯盟为了适应新的竞争对其节目进行了微妙的调整。在全国性的节目中多播放大众化的节目，而文化和新闻报道的节目则被放到地区性电台或者专门频道中去了。

德國公共廣播聯盟的广播电视在东德边境的发射塔（紅色点）和在东德境内的可收地区（灰色）。无法收到西德电视的地区（黑色）被戏称为“无知之谷”（Tal der Ahnungslosen）

德國公共廣播聯盟和德国广播电台向德意志民主共和国发播的电视和广播节目对于东德的崩溃起了决定性作用。1974年德國公共廣播聯盟在东柏林设立了一个办公室。对于东德公民来说，德国电视一台的节目是重要的信息来源。约80%的东德人可以收到德国电视一台的信号。不顾东德政府设立的障碍和对西德记者的驱逐，德国电视一台的每日新闻和德国广播电台是1989年9月最早对莱比锡的周一示威进行报道的。

### 1990年代
两德合并后原东德的广播电视关闭，在东德境内形成了中德广播公司和勃兰登堡东德广播公司两间公共广播公司。这两个公共广播公司于1992年加入德國公共廣播聯盟。北德廣播公司同时向东北发展，负责对梅克伦堡-前波莫瑞的广播。而自由柏林广播电台则同时向东发展，负责对重新统一的整个柏林广播。后来勃兰登堡东德广播公司与自由柏林广播电台于2003年5月1日合并，形成了柏林-勃兰登堡广播公司。
1998年10月1日德國公共廣播聯盟的另两个成员国南德广播公司和西南广播电台合并为西南广播公司。

## 成员

组成德國公共廣播聯盟的九个地方广播公司的分布

| 广播公司              | 缩写 | 标志              | 总部驻地                    | 2004年广播费收入 （单位为百万欧元） | 成立年 | 广播区域                                                                           |
| --------------------- | ---- | ----------------- | --------------------------- | ----------------------------------- | ------ | ---------------------------------------------------------------------------------- |
| 巴伐利亚广播公司      |      | BR-Logo           | 慕尼黑                      | 806                                 | 1949年 | 巴伐利亚                                                                           |
| 德国之声              |      | DW-Logo           | 波恩                        | 税收                                | 1953年 | 国外                                                                               |
| 黑森广播公司          |      | HR-Logo           | 法兰克福                    | 383                                 | 1948年 | 黑森                                                                               |
| 中德广播公司          |      | MDR-Logo          | 莱比锡                      | 561                                 | 1991年 | 萨克森、萨克森-安哈尔特、图林根                                                    |
| 北德广播公司          |      | NDR-Logo          | 汉堡市                      | 892                                 | 1956年 | 汉堡市、下萨克森、石勒苏益格-荷尔斯泰因（1956年起）、梅克伦堡-前波莫瑞（1992年起） |
| 不来梅广播公司        |      | Radio-Bremen-Logo | 不来梅                      | 41                                  | 1945年 | 不来梅                                                                             |
| 柏林-勃兰登堡广播公司 |      | RBB-Logo          | 柏林、波茨坦                | 340                                 | 2003年 | 柏林、勃兰登堡                                                                     |
| 萨尔广播公司          |      | SR-Logo           | 萨尔布吕肯                  | 64                                  | 1957年 | 萨尔                                                                               |
| 西南广播公司          |      | SWR-Logo          | 斯图加特、美茵茨、巴登-巴登 | 922                                 | 1998年 | 巴登-符腾堡、莱茵兰-普法尔茨                                                       |
| 西德广播公司          |      | WDR-Logo          | 科隆                        | 1067                                | 1956年 | 北莱茵-威斯特法伦                                                                  |

### 前成员
| 广播公司             | 缩写 | 标志      | 总部驻地  | 成立年 | 解散年 | 广播区域                                                                                                 |
| -------------------- | ---- | --------- | --------- | ------ | ------ | --- |
| 西北德广播公司       |      | NWDR-Logo | 汉堡市    | 1945年 | 1955年 | 汉堡市、下萨克森、石勒苏益格-荷尔斯泰因、北莱茵-威斯特法伦、西柏林（至1954年）                           |
| 南德广播公司         |      | SDR-Logo  | 斯图加特  | 1949年 | 1998年 | 符腾堡-巴登（今巴登-符腾堡的北半部，巴登-符腾堡建州后其广播区域未变）                                    |
| 西南广播电台         |      | SWF-Logo  | 巴登-巴登 | 1946年 | 1998年 | 巴登、符腾堡-霍恩佐伦、莱茵兰-普法尔茨（前两者为今巴登-符腾堡的南半部，巴登-符腾堡建州后其广播区域未变） |
| 自由柏林广播电台     |      | SFB-Logo  | 柏林      | 1954年 | 2003年 | 柏林（至1990年仅西柏林）                                                                                 |
| 勃兰登堡东德广播公司 |      |           | 波茨坦    | 1991年 | 2003年 | 勃兰登堡                                                                                                 |

## 标志

ARD的第一个标志，从1950年到1970年使用
ARD的第二个标志，从1970年到1984年使用
ARD的第三个标志，从1984年到2003年使用
ARD的第四个标志，从2003年到2019年使用
ARD的第五个和当前的标志，从2019年12月开始使用

## 组织
德國公共廣播聯盟是十个德国广播公司组成的自愿联盟。1950年联盟组成时制定了一份规章，此外德国的16个州还签署了一份广播协议来规定德國公共廣播聯盟的工作范围和制度。德國公共廣播聯盟的中心组织是一个成员会议，这个成员会议实际上是组成德國公共廣播聯盟的十个成员的理事长的工作会议。除此之外还有各监督部门的主席参加的大会。
成员会议每年选举一个成员为联盟的主席。主席可以连选。从2007年1月1日开始联盟的主席为萨尔广播公司的理事长弗里茨·拉夫（Fritz Raff）。

### 总书记
总书记任期五年，地位在于主席之下，兼任副主席职。他负责联盟的战略决策、向外代表联盟的利益以及负责公众關係工作。总书记的办公室位于柏林。柏林-勃兰登堡广播公司负责其办公室的正常运行。
总书记拥有参与所有委员会和工作小组（包括子公司）的权利，此外他可以参加任何电视节目会议和与联盟政策有关的机构。
从2006年7月1日开始西德广播公司的维瑞娜·维德曼（Verena Wiedemann）任德國公共廣播聯盟的总书记。

### 节目指挥
节目指挥职是在广播协议中设立的。联盟的成员以三分之二多数选举节目指挥，其任期为至少两年。节目指挥的任务是与各成员的理事长一起制定联盟的节目以及协调各成员对全国性的电视和电台提供的节目。从1992年开始君特·斯特鲁夫（Günter Struve）任联盟的节目指挥。节目指挥手下有一个参谋团来协助他的工作。

## 共同使用的技术设施
德国电视一台和联盟共同的广播节目是在法兰克福的德國公共廣播聯盟广播中心（位于黑森广播公司的场地上）编辑到一起的。通过其自己的光纤网络分发给各成员。
过去广播中心将共同节目通过网络分发给各成员，然后由各成员发送。从2005年2月开始广播中心的中央节目管理开始工作，它可以不通过各成员向各地发布地方化的非直播节目。这个中央节目管理是联盟的共同设施，其目的在于节省广播发送的费用。它可以同时向各地发送十个不同的节目，这样比如可以向各地发送地方性的广告等。

## 共同节目
德國公共廣播聯盟共同制作的节目包括每日新闻和柏林的首都节目制作场，以及位于波茨坦的制作中心。德国电视一台数字台的电视和广播节目全部是在在波茨坦的制作中心数字化的。此外联盟还拥有一个遍布全球的记者网。

### 德国电视一台
从1954年10月31日开始德國公共廣播聯盟开始播送德国电视一台（今天官方称呼为“一台”），这个电视台是联盟的成员共同制作的。技术上它是在法兰克福的广播中心制作合发送的，然后再各州通过无线或者卫星转播。

### 其它电视台
德國公共廣播聯盟与德国电视二台、瑞士电视台和奧地利廣播集團一起播放跨国的电视台，与德国电视二台一起播放的德国国内的兒童台和鳳凰台，与德国电视二台和法国的电视台一起合作制作和播放。除此之外它自己还制作和播放多个专门题目的数字化电视频道。
德国之声向国外发送德国之声电视台节目。至2005年末为止德國公共廣播聯盟与德国电视二台和德国之声一起在北美洲播放收费电视台德语电视台。

### 广播
在广播方面尤其在夜间各成员进行联播。
德国的外国电台德国之声也是德國公共廣播聯盟的成员。
德国广播电台是德國公共廣播聯盟、德国电视二台和德国的16个州的共同合作项目。它有两个频道：德国文化广播电台和德国电台。

### 德国广播档案馆
早在1952年德國公共廣播聯盟就已经在法兰克福设立了一个各成员公共使用的德国广播档案馆（一开始叫做德国声响档案馆）。这个档案馆为德國公共廣播聯盟的成员（以及对其感兴趣的公众）提供了一个独一无二的图像、声响和纸面资料的档案库。